# Maxime Faget
Maxime Faget (anglès: Maxime Allen "Max" Faget)  (districte de Stann Creek, 26 d'agost de 1921 - Houston, 9 d'octubre de 2004), nascut Maxime Allen ("Max") Faget, fou un enginyer estatunidenc. Va ser el dissenyador de la càpsula Mercury de la NASA, i va contribuir posteriorment al disseny de les naus espacials Gemini i Apollo, així com per al transbordador espacial.